# San Salvador, Chiapas
San Salvador är en ort i Mexiko.   Den ligger i kommunen Ocosingo och delstaten Chiapas, i den sydöstra delen av landet, 800 km öster om huvudstaden Mexico City. San Salvador ligger 752 meter över havet och antalet invånare är 506.
Terrängen runt San Salvador är kuperad åt nordost, men åt sydväst är den bergig. Runt San Salvador är det glesbefolkat, med 16 invånare per kvadratkilometer. Närmaste större samhälle är Chiquinival, 9,1 km väster om San Salvador. Omgivningarna runt San Salvador är en mosaik av jordbruksmark och naturlig växtlighet.